# Zakir Naik
Zakir Abdul Karim Naik (născut la 18 octombrie 1965) este un predicator musulman indian cu cetățenie Arab Saudită din 2017 ,care abordează teme despre islam ,musulmani și religie comparativă. El este fondatorul și președintele Fundației Islamice de Cercetare (IRF).  Uneori este menționat în mod eronat ca un „televangelist”, aceasta datorită activității sale la Peace TV.  Înainte de a deveni predicator, a fost medic. Deși el a negat public sectarismul în islam, el este privit ca un exponent al ideologiei salafiste.

## Biografie
Zakir Abdul Karim Naik s-a născut la 18 octombrie 1965, în Mumbai, statul Maharastra, India. A urmat liceul Sf. Petru din Mumbai. Mai târziu, s-a înscris la Kishinchand Chellaram College. Înainte de a studia medicina la Topiwala Colegiul Național de Medicină și Spitalul Nair, iar mai târziu Universitatea din Mumbai, unde a obținut o licență în medicină și chirurgie (MBBS). Soția sa, Farhat Naik, lucrează pentru secția de femei a IRF.
În 1991 a început să activeze în domeniul Da'wah, și a fondat IRF.[ 9 ] Naik spune că a fost inspirat de Ahmed Deedat, un predicator islamic, după ce l-a cunoscut în 1987. ( Naik este uneori menționat ca " Deedat plus ", o etichetă dată de Deedat însuși.) Naik spune că scopul său este de a " se concentra asupra tineretului musulman educat, care a devenit apologetic asupra propriei lor religii și au început să simtă că religia este depășită " . Consideră acest lucru ca fiind o datorie pentru fiecare musulman pentru a elimina concepții greșite asupra islamului și pentru a contracara prejudecata anti – islamică din mass-media occidentală. După evenimentul din 11 septembrie 2001, Statele Unite. " În ciuda campaniei stringente anti-islam, 34.000 de americani au îmbrățișat islamul din septembrie 2001 până în iulie 2002 " . 
Zakir Naik susține că islamul este o religie ce are o rațiune și logică, iar Coranul conține 1000 de versete ce au legătură cu știința. Acest lucru, spune el, explică numărul de convertiri occidentale. Unele dintre articolele sale sunt publicate în reviste precum ”Vocea islamului”. 
Naik este fondatorul Școlii Internaționale islamice din Mumbai. La prelegerile și conferințele sale din India și fin alte țări (Malaezia, Nigeria etc) au participat milioane de oameni și mulți au ales să se convertească pe loc la islam.

## Prelegeri și dezbateri
Naik a organizat mai multe dezbateri și conferințe în întreaga lume . Antropologul Thomas Blom Hansen a scris că stilul lui Naik de a memora Coranul și literatura hadith-urilor în diferite limbi, precum și activitatea sa misionară, l-au făcut extrem de popular în cercurile musulmane . Multe dintre dezbaterile sale sunt înregistrate și distribuite pe scară largă prin DVD-uri și mass-media on-line. Discuțiile sunt de obicei înregistrate în limba engleză și difuzate la sfârșit de săptămână pe mai multe rețele de cablu în cartierele musulmane din Mumbai, pe canalul de televiziune Pace TV, pe care îl co-produce. Subiecte despre care vorbește includ:" Islamul și Știința Modernă ", " Islamul și Creștinismul ", și " Islamul și Secularismul ".

Una dintre dezbaterile cele mai citate, a fost cea cu William Campbell în Chicago din aprilie 2000, pe tema " Coranul și Biblia : În lumina științei " .  Pe data de 21 ianuarie 2009, a avut loc un dialog inter- religios cu Sri Sri Ravi Shankar în Bangalore cu privire la conceptul de Dumnezeu în islam și hinduism . În februarie 2011 Naik s-a adresat Uniunii Oxford, prin intermediul unui link video din India . În fiecare an, începând din noiembrie 2007, Naik a condus o Conferința de Pace de 10 zile în Somaiya Ground, Sion, Mumbai. Prelegeri despre Islam au fost prezentate de către Naik și alți douăzeci oratori islamici. 
Naik susține că teoriile științifice au fost aunțate de Coran. De exemplu, el spune anumite versete din Coran ce descriu cu acuratețe dezvoltarile embrionare.

## Concepții

### Evoluția biologică
Naik susține că teoria evoluției este "doar o ipoteză, și cele mai bune ipoteze nedovedite"  În conformitate cu Naik, majoritatea oamenilor de știință, "susțin teoria deoarece este împotriva Bibliei. - Nu pentru că era adevărată".

## Apostazie
Nu toți musulmanii care se convertesc de la islam ar trebui să primească în mod obligatoriu condamnarea la moarte, ci doar cei care părăsesc islamul și apoi "propaga credința non-islamică și vorbeasc împotriva acestuia", ar trebui să fie pedepsit cu moartea. 

## Terorismul
Opiniile lui Naik și declarații cu privire la terorism au fost uneori criticate în mass-media . Într- un video de pe YouTube, vorbind de Osama bin Laden, Naik a declarat că nu îl va critica pe bin Laden pentru că nu l-a întâlnit și nu l-a cunoscut personal . El a adaugat: " În cazul în care bin Laden se luptă împotriva dușmanilor islamului, eu sunt pentru el, " și " dacă terorizează America - teroristul, cel mai mare terorist - eu sunt cu el. Fiecare musulman ar trebui să fie un terorist. Lucru important este, dacă terorizează teroristul, el urmează islamul . Fie că este sau nu, eu nu știu, dar voi ca musulmanii știți că, fără a verifica înainte de a stabili afirmația este la fel de greșit . " Atunci când ziarul ”Time” a sugerat că această remarcă ar fi inspirat activitățile teroriste ale lui Najibullah Zazi, Naik a insistat : " am condamnat întotdeauna terorismului, pentru că în concordanță cu Coran, dacă omori un om nevinovat, atunci ai ucis întreaga omenire " .
În 2010, Naik a susținut că a fost citat în afara contextului în ceea ce privește observațiile privind terorismul . " În ceea ce privește termenul terorist, " a spus el, " eu spun fiecărui mululman să fie un terorist .... Care este sensul cuvântului terorist? Terorist, prin definiție, înseamnă o persoană care terorizează . Deci, în acest context, fiecare musulman ar trebui să fie un terorist pentru fiecare element anti-social. Sunt conștient de faptul că acest cuvânt este mai frecvent utilizate pentru o persoană care terorizează oameni nevinovați . Deci, în acest context, niciun musulman nu ar trebui să terorizeze vreodată un nicun om nevinovat . " 
Într-o prelegere emisă pe data de 31 iulie 2008, pe canalul Peace TV, Naik a comentat cu privire la atacurile din 11 septembrie : " aceasta este o flagrantă, un secret asupra faptului că atacul asupra Turnurilor Gemene a fost făcut de către George Bush, el însuși " .

## Propagarea altor credințe în statele islamice
Naik spune că propagarea de alte religii în cadrul unui stat islamic este interzis în timp ce el apreciază oamenii de alte religii care permit musulmanilor își propage în mod liber islamul în țările lor. Naik explică acest lucru prin faptul că de exemplu, profesorii de matematică trebuie să învețe că 2 +2 = 4 si nu 2 +2 = 3 sau 5. De asemenea, Naik susține, "în ceea ce privește construirea de biserici sau temple, cum putem permite acest lucru, atunci când religia lor este greșită și atunci când credința lor este greșită?"

## Alte țări

### Vizită în Australia și Țara Galilor
În 2004 Naik, la invitația Rețelei de Informare și Servicii Islamice din Australia, a făcut o apariție la Universitatea din Melbourne, unde a susținut că numai islamul a dat femeilor egalitatea adevărată . El a spus ca mai mult " dezvăluirile rochiei din Vest " le face pe femei mult mai sensibile la viol . Sushi Das Al Epocii a comentat că " Naik a lăudat superioritatea morală și spirituală a islamului și a satirizat alte credințe și Occidentul în general " . De asemenea, cuvintele folosite de Naik a " favorizat spiritul de separare și a consolidat prejudiciile " . 
În august 2006, vizita și conferința lui Naik în Cardiff au provocat controverse, atunci când Welsh MP David Davies, a cerut ca apariția sa să fie anulată. El a spus că Naik are " negustor de ură ", și că opiniile sale nu merita o platformă publică ; cu toate acestea, musulmanii din Cardiff au apărat dreptul lui Naik de a vorbi în oraș . Saleem Kidwai, Secretar General al Consiliului Musulman din Țara Galilor, nu a fost de acord cu Davies, afirmând că " oamenii care știu despre el [ Naik ] știu că el este una dintre persoanele cele mai necontroversate pe care le- ai putea găsi . El vorbește despre asemănările dintre religii, și cum ar trebui să lucreze la un numitor comun între ele ", în timp ce îl invită pe Davies la o discuție personală cu Naik în cadrul conferinței . Conferința a mers mai departe, după ce Consiliul Cardiff a declarat că a fost mulțumit de faptul că nu ar fi predicat vederi extremiste .

## Expulzarea din Marea Britanie și Canada din 2010
Lui Naik i-a fost refuzată intrarea în Marea Britanie și Canada, în iunie 2010. În Marea Britanie i-a fost interzisă intrarea de către Secretarul de Stat Theresa May, unde ar fi trebuit să aibă discuții în Londra si Sheffield. Aceasta a declarat că ordinul ordinul de excludere a venit în urma a "numeroase comentarii făcute de dr. Naik care sunt dovezile unui comportament inacceptabil".Naik a susținut că decizia Secretarului de Stat a fost una politică și nu una juridică, iar avocatul său a declarat că decizia a fost "barbară si inumană". De asemenea, el a susținut că observațiile sale au fost scoase din context. 
Producator de film Mahesh Bhatt l-a sprijinit pe Naik, spunând că interdicția a fost un atac la exprimarea liberă. S-a vehiculat că Naik ar încerca să conteste decizia în Înalt instanța de judecată. Cererea sa de revizuire judiciară a fost respinsă pe 5 noiembrie 2010. Intrarea in canda i-a fost interzisă după Tarek Fatah, fondatorul Congresului Musulman Canadian, cea a avertizat parlamentarii de opiniile lui Zakir Abdul Karim Naik.

## Vizită în Malaezia
Naik a avut patru prelegeri în Malaezia în cursul anului 2012. Cursurile au avut loc în Johor Baru, Universitatea Teknologi MARA în Shah Alam, Kuantan și Putra World Trade Centre în Kuala Lumpur. Prim-ministru formal al Malaeziei, Mahathir Mohamad, figuri proeminente și mai multe mii de persoane au participat la cursurile din diferite locații, în ciuda protestelor de către membrii unui grup interzis, HINDRAF. Organizatorii discursurilor lui Naik au avut drept scop promovarea armoniei între oamenii de diferite religii.

## Recepție
Naik a fost clasat pe locul 89 pe lista Indian Express, lista cu ”100 Cei mai Puternici Indieni din 2010” . El a fost clasat pe locul 82 in editia 2009 . În conformitate cu Praveen Swami, Naik este  " probabil, ideologul Salafi cel mai influent în India " . Sanjiv Buttoo spune că este recunoscut ca o autoritate în islam, dar este cunoscut pentru remarcile sale negative despre alte religii. El este, de asemenea, în cartea " Cei Mai Infulenți 500 musulmani " sub mențiune de onoare, în edițiile din 2009, 2010, 2011, 2012 și 2013/2014. În iulie 2013, Naik a fost numit Personalitatea islamică a anului, anunțată de către cel de-al 17-lea Dubai International Holy Quran Award (DIHQA).
La 5 noiembrie 2013, Departamentul Islamic de Dezvoltare din Malaezia, i-a oferit un premiu Ma'al Hijrah pentru cea mai distinsă personalitate.Într-o ceremonie la Centrul Putrajaya International Convention ( PICC ), premiul a fost prezentat de către Yang di - Pertuan Agong, șeful de stat al Malaeziei.

## Critici
În The Wall Street Journal, Sadanand Dhume l-a criticat pe Naik pentru că a recomandat pedeapsa cu moartea pentru homosexuali și pentru apostazie de la credință .  De asemenea, el la criticat indemnul ca India să fie guvernată de lege Shariah . El a adăugat că, în conformitate cu Naik, evreii "controlează americanii " și sunt" cei mai puternice dușmăni ai musulmanilor." A susținut că Naik susține o interdicție cu privire la construcția de locuri de cult non-musulmane din țările musulmane, precum si bombardarea talibanilor de Buddha Bamiyan . Dhume susține că oamenii sunt atrași de mesajul Naik, incluzând pe afganul Najibullah Zazi, ce a fost arestat pentru atacurile sinucigașe de la metroul din New York. Rahil Sheikh, acuzat de implicare într-o serie de atacuri cu bombă de tren în Bombay în anul 2006, și Kafeel Ahmed, omul din Bangalore ce a fost rănit mortal într-un atac sinucigaș în aeroportul din Glasgow din 2007 . El a ajuns la concluzia că, dacă indienii ajung la capacitatea de a critica un astfel de predicator islamic radical, ideea de secularismului indian ar rămâne profund viciată . 
The Times of India a publicat un profil al lui Naik intitulat " Predicatorul controversat ", după ce a fost interzis din Regatul Unit. The Times, a susținut că " brandul Wahabi - Salafist din islam, finanțată de către Arabia Saudită și propagată de predicatori, cum ar fi Naik, nu apreciază ideea de pluralism " . Articolul citează savantul musulman Wahiduddin Khan : " Dawah, de care și Naik aparține, este de a face pe oameni conștienți de planul de creație a lui Dumnezeu, nu sa promoveze idei provocatoare, dubioase așa cum face Naik " . El adauga : "valul de islamofobie în perioada de după 9/11 și ocuparea Irakului și Afganistanului s-au adăugat numai în sensde prejudiciu al musulmanilor ". Într- o astfel de situație, atunci când un controversat ca Zakir Naik, intr-o limbă engleză elocventă, ia în discuție alți predicatori al altor credințe și le învinge în timpul discuțiilor, oferă musulmanilor o aură de mândrie.
Jurnalist indian Khushwant Singh spune că "nu este de acord cu aproape tot ceea ce [Naik] are de spus despre conceptii gresite despre islam". Singh susține că declarațiile lui Naik sunt "juvenile", și a spus "ei se ridică rare ori la nivelul dezbaterilor academice, în cazul în care concurenții se întrec între ei cu scorul unor puncte maronii.” Singh, spune de asemenea, că publicul lui Naik "îl ascultă cu atenție și de multe explodează în aplauze entuziaste, atunci când atacă alte texte religioase ".

Torkel Brekke, un profesor de istorie a religiilor dinn Norvegia, îl numește pe Naik o "figură foarte controversată", din cauza atacului său retoric asupra altor religii și alte soiuri de Islam. El scrie că Naik este "puternic detestat" de către mulți membri ai ulema indiene pentru ignorarea autorității lor și care susțin că nimeni nu poate interpreta Coranul. Conservatorul Mullahii Deobandi l-a acuzat pe Naik de "distrugere a islamului" prin conducerea musulmanilor departe de autoritățile religioase corecte. 
Khaled Ahmed îl critică pe Naik pentru acordarea unui ”sprijin indirect” pentru Al-Qa ida, făcând referire la Osama bin Laden drept un "soldat al islamului". În 2008, un savant islamic din Lucknow, Shahar Qazi muftiul Abul Irfan Mian Firangi mahali,a eliberat o fatwa împotriva lui Naik, spunând că el a sprijinit Osama bin Laden, și că învățăturile sale erau ne-islamice. 
Praveen Swami îl consideră a fi o parte a infrastructurii ideologice creae pentru a hrăni " Jihadul temperat", pe care îl definește ca Jihad calibrat pentru a avansa obiectivele politice islamiste. Swami a susținut că unele dintre învățăturile Naik sunt similare cu cele ale organizațiilor care promovează violența, deși Naik respinge categoric terorismul. 

## Părerea lui Zakir Naik
Naik pretinde a oferi o înțelegere rațională a islamului. Diferite aspecte ale legii islamice, Shari'ah,, pot părea ilogice pentru un non-musulman, sau musulman ne-practicant; Naik susține că aceste reguli sunt sensibil. Islamul, în opinia sa, este cel mai bun mod de viață, deoarece învățăturile sale constituie soluții practice pentru problemele omenirii.

Închinarea la idoli în Islam
Naik a fost întrebat odată de un hindus: "Musulmanii merg în pelerinaj la Mecca și să se închină la Kaaba și sărută-piatra negră, asta nu este un cult al idolilor? Naik a răspuns: 
"Acesta nu este închinare la idoli. Kaaba reprezintă o direcție comună pentru rugăciune și încercuind-o, musulmanii simt că există un singur Dumnezeu în centrul. Musulmanii sărută Kaaba doar pentru că Muhammad a sărut-o." 
Naik continuă să spună: 
"Care hindus va sta pe idolul zeitășii sale? Dar Muhammad a stat pe Kaaba în timpul apelului la rugăciune, încă din cele mai vechi timpuri ale islamului. Aceasta este cea mai bună dovadă că nu există idolatrie în islam, dar este prezentă în hinduism."

Adopția în islam
Naik consideră că musulmanii au dreptul să adopte copii, dar că astfel de adopție nu poate avea un statut legal în conformitate cu legea islamică. Acordarea copilul adoptat un nume legal (al părintelui) este ceva ce el consideră interzis. De asemenea, odată ce copilul crește, femile din familie trebuie să-l trateze ca pe un non-mahram (străin) și să respecte hijab-ul (adică să fie acoperite), în prezența lui.